# Алессандро Пертіні
Алессандро Пертіні (італ. Sandro Pertini; 25 вересня 1896 — 24 лютого 1990) — італійський політик-соціаліст, президент Італії (1978—1985).

## Життєпис

### Ранні роки
Народився 25 вересня 1896 року в місті Стелла (провінція Савона). Навчався в коледжі салезіанців у Варацце, а потім — у ліцеї Кьябрера у Савоні. Диплом юриста Пертіні отримав в Університеті Генуї. До ідей соціалізму його долучив учитель філософії, який поділяв погляди соціалістів-реформістів.
1918 року Пертіні вступив до лав Спілки соціалістичних партій Італії, після чого переїхав до Флоренції, де захистив дисертацію з політології. Там же він познайомився з такими видатними італійськими соціалістами, як Гаетано Сальвеміні, братами Карлом і Неллі Росселлі й Ернесто Россі.
Після вбивства фашистами лідера Соціалістичної партії Італії Джакомо Маттеотті, Алессандро Пертіні став затятим прихильником боротьби з тоталітарним режимом. 1923 року його засудили до ув'язнення в концентраційному таборі, але йому вдалось утекти. Згодом він разом із Філіппо Карло Росселлі й Ферруччо Паррі організував втечу Філіппо Тураті, одного з найвідоміших лідерів соціалістів, до Франції, причому супроводжував останнього туди. Там він залишався до 1926 року, працюючи каменярем.
Після повернення до Італії 1926 року його було заарештовано в Пізі та засуджено до 10 років тюремного ув'язнення.

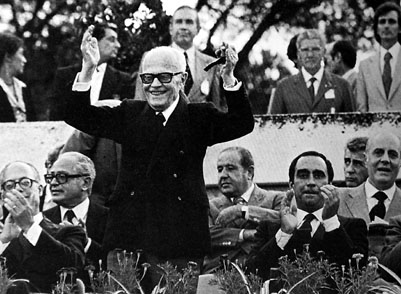
На відкритті XIII молодіжних ігор в 1981

1935 року Пертіні інтернували на острів Санто-Стефано в Тірренському морі, де він залишався до 1943. Був звільнений за місяць після арешту Беніто Муссоліні та приєднався до італійського руху Опору проти німецьких окупантів, а також проти новоствореної Італійської соціальної республіки. Незабаром його заарештували німці й засудили його до смертної кари, але під час одного з антинацистських рейдів був звільнений партизанами. Після цього Пертіні вирушив на північ Італії, де став організатором партизанського руху. За роки війни Алессандро Пертіні дослужився до звання лейтенанта і був нагороджений кількома медалями за хоробрість.
Навесні 1945 Пертіні входив до Комітету національного визволення Північної Італії. Він був противником будь-яких переговорів з Муссоліні. За твердженням одного з керівників антифашистського повстання Лео Вальяні, рішення про розстріл Муссоліні приймали Пертіні, Серені, Лонго та Вальяні.

### Президентство
1945 року Пертіні був обраний депутатом першого парламенту Італійської республіки. Після війни він став видним діячем Італійської соціалістичної партії. Він критикував усі форми колоніалізму, а також корупцію в італійській державі та навіть усередині соціалістичної партії. 1968 року його було призначено головою Палати депутатів італійського парламенту. 8 липня 1978 року за результатами 16-ти турів голосування Пертіні був обраний президентом Італійської Республіки. На посту глави держави зумів відновити довіру суспільства як до держави в цілому, так і до різних її інституцій. 29 червня 1985 року достроково пішов у відставку.
Від 29 червня 1985 року — довічний сенатор.

### Останні роки
У грудні 1988 року в Берліні за видатні заслуги у становленні миру й міжнародного взаєморозуміння був нагороджений Медаллю миру імені Отто Гана.
Помер 24 лютого 1990 року в Римі у віці 93 років. Смерть Алессандро Пертіні розглядалася багатьма як національна трагедія, а про нього самого пізніше говорили як про найуспішнішого політика сучасної Італії.

## Нагороди та звання
- Золота медаль «За військову доблесть» (6 серпня 1955)
- Медаль «За внесок у розвиток культури і мистецтва» (10 липня 1985)